# La última comunión de San Jerónimo (Domenichino)

La última comunión de San Jerónimo es un óleo sobre lienzo de 1614 del artista italiano Domenichino. Fue encargado para la iglesia de Iglesia de San Jerónimo de la Caridad de Roma en 1612 y actualmente se conserva en la Pinacoteca Vaticana. La composición es muy similar a la de un cuadro del mismo tema pintado por Agostino Carracci. El rival de Domenichino, Giovanni Lanfranco, acusó a Domenichino de plagio debido a las similitudes. 

## Temática
El tema principal de este cuadro es San Jerónimo, que es la delgada figura central representada arrodillada con el paño rojo. San Jerónimo (c. 347-420) fue un erudito, traductor y sacerdote cristiano. Se le consideraba doctor de la Iglesia, un santo cuyos escritos doctrinales tenían especial autoridad. Uno de sus logros es la traducción de la Biblia al latín. De 382 a 385, fue secretario del papa Dámaso I en Roma.
El cuadro de Domenichino comparte tema con una pintura anterior de Sandro Botticelli, en la que éste representaba una escena de la carta pseudoepigráfica de Eusebio a Dámaso.

## Historia

### Comisión
La iglesia de la Congregación de San Jerónimo de la Caridad en Roma fue objeto de reformas y remodelaciones entre 1611 y 1615. A Domenichino le encargaron un cuadro para el altar mayor de la iglesia. Se le pagaron 240 escudos por el encargo de esta pintura de La última comunión de San Jerónimo Éste fue el primer encargo público de Domenichino para un retablo.  Domenichino trabajó en este cuadro durante dos años antes de su finalización en 1614.

### Acusación de Plagio

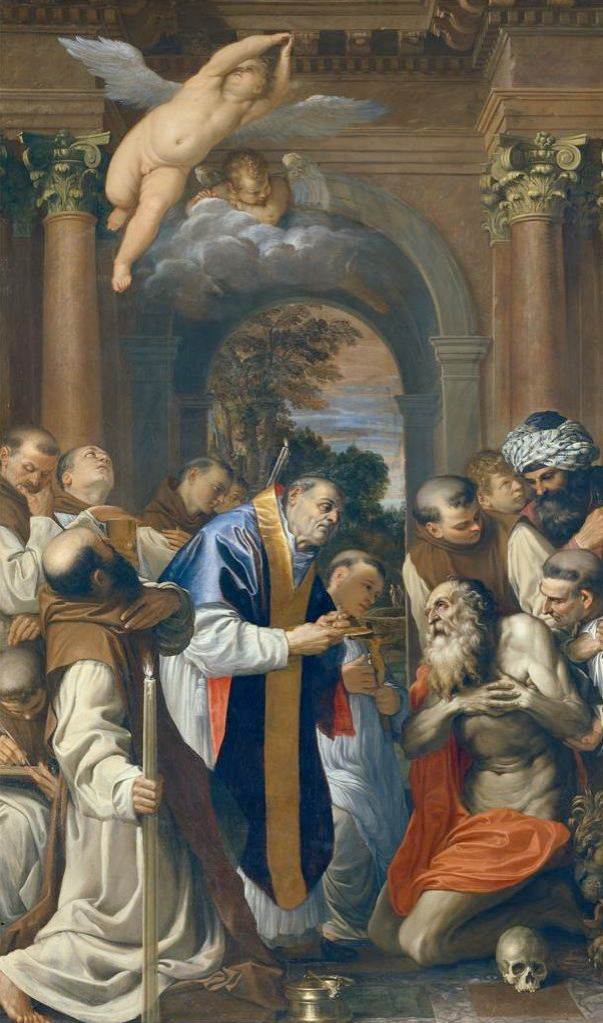
Agostino Carracci, Última comunión de San Jerónimo, Pinacoteca Nazionale, Bolonia.

En 1620, Giovanni Lanfranco acusó a Domenichino de robar ideas del cuadro de Agostino Carracci sobre el mismo tema. En el momento de esta acusación, tanto Domenichino como Giovanni Lanfranco competían por un encargo en S. Andrea delle Valle. Giovanni Pietro Bellori y Nicolas Poussin ayudaron a defender a Domenichino de esta acusación.  Domenichino, junto con Lanfranco y Francesco Albani, fueron alumnos conocidos que se habían formado con Annibale Carracci en la Academia Carracci. En esta época, Domenichino gozaba de más renombre y estaba mejor establecido como artista independiente en comparación con sus compañeros de estudios, Lanfranco y Albani.Annibale Carracci había muerto en 1609 y era también hermano de Agostino Carracci, fallecido en 1602.
Agostino Carracci había recibido en 1592 el encargo de la Cartuja de Bolonia de pintar la última comunión de San Jerónimo y la terminó a finales de 1593. La última comunión de san Jerónimo era un tema poco pintado en esa época, lo que añadía más fuerza a la acusación de robo de Lanfranco. En su defensa de Domenichino, Passeri afirmó que era difícil evitar el ejemplo de la pintura de Carracci de las figuras centrales de Jerónimo recibiendo la comunión del sacerdote y que la imagen central de Agostino de San Jerónimo era tan definitiva que Domenichino no tenía otra forma de imaginar la escena sin incluir la inspiración de la versión de Agostino. Passeri continuó afirmando que Domenichino hizo lo que pudo para variar la versión de Carracci, cambiando las figuras secundarias, la composición y otros detalles en su propia interpretación. El propio Domenichino también admitió abiertamente que se había inspirado en el cuadro de Agostino, pero que no tenía intención de perjudicarle.
Domenichino abandonó Roma rumbo a Nápoles en 1631. Se desconoce el motivo de su partida. Es posible que se debiera al empeoramiento de su salud, a problemas legales o a la promesa de encargos más lucrativos en Nápoles. Sin embargo, sabemos que este caso de plagio hizo que Domenichino adquiriera una notoriedad que a veces eclipsaba la fama de su habilidad.

### Similitudes con la versión de Caracci
Los elementos de la versión de Domenichino que son similares a la de Carracci son el uso de putti voladores, los grandes candelabros y la figura principal de San Jerónimo. La figura de San Jerónimo de Domenichino es casi idéntica a la de Agostino, salvo por la colocación en espejo y el cambio de pose a brazos abiertos. La tela roja que envuelve a San Jerónimo es similar en ambos cuadros, pero difiere la forma en que está colocada sobre la figura. Agostino la tiene colgando de un hombro y sobre su regazo. Domenichino la tiene suelta, colgando de los hombros de san Jerónimo, como si estuviera a punto de caérsele y dejando ver la tela blanca que le rodea la cintura. También hay algunas figuras en el fondo que son similares a las de Agostino, como el hombre del turbante. En su mayor parte, Domenichino cambió la colocación de las figuras y el diseño y vestuario del sacerdote y la multitud. Incluso los fondos son similares, con arcos de medio punto que conducen a un paisaje rural con árboles, aunque Agostino tiene columnas compuestas cerca del centro, mientras que Domenichino tiene columnas corintias. El simbolismo que utilizan es distinto. Domenichino tiene un león en la parte inferior izquierda, que es un símbolo de San Jerónimo. Mientras que Agostino tiene una calavera en la parte inferior derecha para simbolizar la muerte de San Jerónimo.

## Recepción
Domenichino consideraba La Última Comunión de San Jerónimo como su obra maestra. Otros artistas de la época, como Andrea Sacchi y Nicolas Poussin, llegaron a considerarla a la altura de la Transfiguración de Rafael.  Sin embargo, tras el escándalo de la apropiación y las acusaciones de Lanfranco, Domenichino comenzó a ser visto por los demás de forma negativa. Tras los debates públicos sobre las cuestiones de infracción por la última comunión de San Jerónimo, esto desencadenó un debate mayor que puso en tela de juicio los valores tradicionales de la imitación. 
Hubo algunos eruditos y artistas que apoyaron a Domenichino. El erudito italiano Carlo Cesare Malvasia (1616-1693) respondió a la notoriedad de Domenichino y los artistas en general escribiendo: «¿Qué pintor no roba de alguna manera? Bien de estampas, bien de relieves, bien de la propia naturaleza, bien de las obras de otros, dando la vuelta a las poses en sentido contrario, torciendo más un brazo, mostrando una pierna, cambiando el rostro, añadiendo un drapeado y, en definitiva, ocultando juiciosamente el robo?».